# Safety Harbor
Safety Harbor es una ciudad ubicada en el condado de Pinellas en el estado estadounidense de Florida. En el Censo de 2010 tenía una población de 16.884 habitantes y una densidad poblacional de 1.284,78 personas por km².

## Geografía
Safety Harbor se encuentra ubicada en las coordenadas 28°0′24″N 82°41′53″O / 28.00667, -82.69806. Según la Oficina del Censo de los Estados Unidos, Safety Harbor tiene una superficie total de 13.14 km², de la cual 12.69 km² corresponden a tierra firme y (3.43%) 0.45 km² es agua.

## Demografía
Según el censo de 2010, había 16.884 personas residiendo en Safety Harbor. La densidad de población era de 1.284,78 hab./km². De los 16.884 habitantes, Safety Harbor estaba compuesto por el 89.65% blancos, el 4.5% eran afroamericanos, el 0.18% eran amerindios, el 2.61% eran asiáticos, el 0.04% eran isleños del Pacífico, el 1.04% eran de otras razas y el 1.99% pertenecían a dos o más razas. Del total de la población el 5.77% eran hispanos o latinos de cualquier raza.